# Alex Roe
Alexander Michael Roe-Brown (* 18. Juni 1990 in London, England) ist ein britischer Schauspieler. Neben der Schauspielerei ist er Stürmer des Fußballvereins Atlético Silverlake.

## Leben
Roe studierte bis 2006 mittels eines Stipendiums an der Latymer Upper School in Hammersmith. Danach spielte er als Stürmer für einen Verein in der 2. Fußballliga.
Sein Filmdebüt gab er 2010 mit dem Horrorfilm The Calling, danach spielte er in mehreren Serien und Fernsehfilmen mit, bevor er 2016 mit der Romanverfilmung Die 5. Welle eine der Hauptrollen übernahm. Weitere Filme waren Rings aus dem Jahr 2017 und Forever My Girl (2018).
Ab 2018 spielte er in der Fernsehserie Mysterious Mermaids die Rolle des Ben Pownall.
Synchronisiert wird Roe in den Filmen Die 5. Welle von Ricardo Richter, 2017 in Rings von Maximilian Artajo und ab 2018 in der Fernsehserie Mysterious Mermaids erneut von Ricardo Richter.

## Filmografie (Auswahl)
- 2000: The Calling
- 2005: The Fugitives (Fernsehserie)
- 2010: The Cut (Fernsehserie)
- 2011: The Jury (Fernsehserie)
- 2013: A German Word (Kurzfilm)
- 2014: Unstrung (Fernsehfilm)
- 2014: Sniper: Legacy
- 2016: Die 5. Welle (The 5th Wave)
- 2017: Hot Summer Nights
- 2017: Rings
- 2018: Forever My Girl
- 2018–2020: Mysterious Mermaids (Siren, Fernsehserie, 35 Folgen)
- 2022: Billy the Kid (Fernsehserie)